# میریام دیاس آروکا
میریام دیاس آروکا (اسپانیایی: Miriam Díaz Aroca‎؛ زادهٔ ۴ مارس ۱۹۶۲) بازیگر و مجری تلویزیون اهل اسپانیا است. وی از سال ۱۹۸۷ میلادی تاکنون مشغول فعالیت بوده‌است.
از فیلم‌ها یا برنامه‌های تلویزیونی که وی در آن نقش داشته‌است، می‌توان به روزگار خوش و توی بوی اشاره کرد.